# 제14회 서울독립영화제
제14회 서울독립영화제는 1988년 10월 28일에 열린 시상식이다.

## 수상 및 후보

### 네이버상
- 천국아이 - 정용식 수상

### 코닥상
- 보도 - 이기원, 이항비 수상

### 기획상
- 어느 장고치는 여학생의 승천 - 진민국 수상

### 촬영상
- 회유 - 민병천 수상

### 편집상
- 보이지 않는 틀 - 정홍빈 수상

### 조명상
- 칸트씨의 발표회 - 김영수 수상